# Рассадкін Гліб Андрійович
Гліб Андрійович Рассадкін (біл. Глеб Андрэевіч Рассадкін, рос. Глеб Андреевич Рассадкин, нар. 5 квітня 1995, Мінськ, Білорусь) — білоруський футболіст, нападник футбольного клубу «Зірка» (Кропивницький).

## Життєпис

### «Динамо»
Вихованець менського «Динамо». Перший тренер — Руслан Степанович Азарьонок.
З 2011 року виступав за дубль. В основній команді дебютував 12 травня 2012 у матчі проти «Торпедо-БелАЗа», на 84-й хвилині замінивши Йована Дамьяновича. Перший гол за «Динамо» забив 26 вересня 2012 року у матчі 1/8 Кубка Білорусі в ворота пінської «Хвилі».
У 2013 році пропустив частину сезону через численні травми і в основному виступав за дубль, зрідка з'являючись в основній команді. Після відновлення у своєму першому єврокубковому матчі Ліги Європи проти литовської «Круої» на 82-й хвилині забив свій перший гол у єврокубках.
Сезон 2014 починав за дубль, а влітку став нерідко залучатися до матчів основи, іноді з'являвся і в стартовому складі. 10 жовтня 2014 року забив свій перший гол в чемпіонаті, який дозволив динамівцям здобути перемогу над новополоцьким «Нафтаном» (2:0).
Сезон 2015 почав на лавці запасних, але пізніше зумів закріпитися в стартовому складі, де зазвичай становив зв'язку нападників разом з Фатосом Бечираєм. У серпні забив за «Динамо» два важливі голи — спочатку 10 серпня допоміг в чемпіонаті Білорусі перемогти БАТЕ (1:0), а 20 серпня відкрив рахунок в матчі з австрійським «Ред Буллом» (2:0), чим допоміг динамівцям другий сезон поспіль вийти в груповий етап Ліги Європи.
Сезон 2016 почав як основний нападник мінчан, але в липні в матчі Ліги Європи проти «Сент-Патрікс Атлетік» зазнав травми. Повернувся на поле в жовтні, проте став лише виходити на заміну. На початку 2017 року його було усунуто від основної команди мінчан і він став виступати за дубль. У липні 2017 роки контракт буде нападника з «Динамо» був розірваний.

### «Зірка»
Влітку 2017 року підписав контракт з клубом української Прем'єр-ліги «Зіркою» з Кропивницького. Дебютував за команду 16 вересня 2017 року, на 87-й хвилині виїзного матчу проти «Маріуполя» (0:1) замінивши Павла Полегенька. Через 4 дні вийшов у стартовому складі і відзначився забитим голом у кубковому матчі проти сімферопольської «Таврії» (2:3). А ще через три дні Гліб відначився і першим голом у Прем'єр-лізі, відзначившись у воротах донецького «Шахтаря» (2:4).

## У збірній
Виступав за юнацьку збірну до 17 років. В офіційних матчах у відбіркових турнірах чемпіонатів Європи забив 5 м'ячів. Також грав за юнацьку збірну до 19 років. З 2013 по 2016 рік Гліб був гравцем молодіжної збірної Білорусі.